# Goniactinida
Ordre
Goniactinida est un ordre d'étoiles de mer ne contenant qu'une seule espèce.

## Liste des espèces
Selon ITIS (22 janvier 2014) :
- famille Platasteriidae Caso, 1945
  - genre Plasterias Gray, 1871
    - Plasterias latiradiata Gray, 1871